# 9599 Onotomoko
9599 Onotomoko è un asteroide della fascia principale. Scoperto nel 1991, presenta un'orbita caratterizzata da un semiasse maggiore pari a 2,2782040 UA e da un'eccentricità di 0,1399600, inclinata di 4,63329° rispetto all'eclittica.